# Tveri fejedelmek listája
Az alábbi lista a Tveri Fejedelemség uralkodóit tartalmazza.
| Uralkodó                          | Uralkodott                        | Orosz név                      | Megjegyzés                                      |
| --------------------------------- | --------------------------------- | ------------------------------ | ----------------------------------------------- |
| Jaroszláv (*1230)                 | fej: 1242 – †1272. szeptember 16. | Ярослав Ярославич              | I. Jaroszláv vlagyimiri nagyfejedelem gyermeke. |
| Szvjatoszláv                      | fej: 1272 – †1282/1286            | Святослав Ярославич            | Jaroszláv fia.                                  |
| I. Mihail (*1271)                 | fej: 1282 – †1318. november 22.   | Михаил Ярославич               | Jaroszláv fia.                                  |
| Dmitrij (*1299. október 15.)      | fej: 1318 – †1326. szeptember 15. | Дмитрий Михайлович Грозные Очи | I. Mihail fia.                                  |
| I. Alekszandr (*1301. október 7.) | fej: 1326 – 1327, ld. alább       | Александр Михайлович           | I. Mihail fia.                                  |
| Konsztantyin (*1306)              | fej: 1328 – 1338, ld. alább       | Константин Михайлович          | I. Mihail fia.                                  |
| I. Alekszandr (2x)                | fej: 1338 – †1339. október 29.    | Александр Михайлович           |                                                 |
| Konsztantyin (2x)                 | fej: 1339 – †1345                 | Константин Михайлович          |                                                 |
| Vszevolod (*1328)                 | fej: 1345 – 1349, †1364           | Всеволод Александрович         | I. Alexandr fia.                                |
| Vaszilij (*1304)                  | fej: 1349 – †1368                 | Василий Михайлович             | I. Mihail fia.                                  |
| II. Mihail (*1333)                | fej: 1368 – †1399. augusztus 26.  | Михаил Александрович           | I. Alexandr fia.                                |
| Iván (*1357)                      | fej: 1399 – †1425. május 22.      | Иван Михайлович                | II. Mihail fia.                                 |
| II. Alekszandr (*1379)            | fej: 1425 – †1425. október 26.    | Александр Иванович             | Iván fia.                                       |
| Jurij (*1399 k.)                  | fej: 1425 – †1425. november 26.   | Юрий Александрович             | II. Alexandr fia.                               |
| Borisz (*1399)                    | fej: 1425 – †1461. február 10.    | Борис Александрович            | II. Alexandr fia.                               |
| III. Mihail (*1453)               | fej: 1461 – 1485, †1505           | Михаил Борисович               | Borisz fia.                                     |

## Fordítás
- Ez a szócikk részben vagy egészben  a(z)   Великое княжество Тверское című orosz Wikipédia-szócikk ezen változatának fordításán alapul.  Az eredeti cikk szerkesztőit annak laptörténete sorolja fel. Ez a jelzés csupán a megfogalmazás eredetét és a szerzői jogokat jelzi, nem szolgál a cikkben szereplő információk forrásmegjelöléseként.